# Cantharocnemis plicipennis
Cantharocnemis plicipennis es una especie de escarabajo longicornio del género Cantharocnemis, tribu Cantharocnemini, orden Coleoptera. Fue descrita científicamente por Fairmaire en 1887.
El período de vuelo ocurre durante los meses de abril, junio, noviembre y diciembre.

## Descripción
Mide 25-53 milímetros de longitud.

## Distribución
Se distribuye por Angola, Camerún, Costa de Marfil, Gabón, Ghana, República Centroafricana, República Democrática del Congo, República del Congo, Sierra Leona y Tanzania.